# Celestino Celio
Pour les articles homonymes, voir Celio (homonymie).
Celestino Celio est un footballeur italien né le 20 mai 1925 à San Martino di Venezze et mort le 26 janvier 2008 à Fossalta di Portogruaro. Il évoluait au poste de milieu de terrain.

## Biographie

### En club
Celio commence sa carrière au Calcio Padoue en 1946, où il joue jusqu'en 1951. Il poursuit sa carrière en évoluant pour plusieurs clubs de Serie A et de Serie B, notamment au Genoa, à l'AC Milan, à l'AS Rome, à l'Inter Milan, ainsi qu'au Calcio Catane et à l'US Salernitana. En 1958, il retourne à Padoue pour une deuxième période jusqu'en 1962. Il termine sa carrière de joueur avec Rovigo Calcio (en) en 1965,.
Au total, il dispute 286 matchs pour 22 buts marqués en première division italienne. En compétitions européennes, il dispute 2 rencontres en Coupe des villes de foires.

### En sélection
Celio a représenté l'Italie à une occasion, jouant un match amical contre l'Argentine à Rome le 5 décembre 1954, que l'Italie remporte 2-0.

## Palmarès

### Compétitions nationales
Calcio Padoue
- Serie B :
  - Vainqueur : 1947-1948